# Stachybotrys chartarum
Stachybotrys chartarum, chiamata anche Stachybotrys atra, Stachybotrys alternanza o Stilbospora chartarum, è una muffa appartenente al genere Stachybotrys. Può trovarsi nel suolo e nel grano, ma soprattutto in materiali da costruzione ricchi di cellulosa in edifici umidi o danneggiati dall'acqua.
Negli Stati Uniti è nota come "muffa nera" o "muffa tossica nera" e comporta frequentemente una cattiva qualità dell'aria interna a edifici, dopo la crescita fungina conseguente a umidità presente nei muri e in generale nei materiali da costruzione. Infatti produce la satratossina-H, una micotossina nociva per gli esseri umani e per gli animali, che cagiona una malattia conosciuta sotto il nome di Stachybotrotossicosi.